# Alma Delfina
Alma Delfina Martínez Ortega,   (Camargo, Chihuahua, 5 de noviembre de 1960), es una actriz mexicana.
Es conocida principalmente por su participación en la serie de televisión juvenil Cachún cachún ra ra! (1981-1984) y en telenovelas como Guadalupe, entre otras.

## Biografía

### Inicios
Alma Delfina Martínez Ortega nació en 1960 en Camargo, Chihuahua.[cita requerida]
Es la menor de diez hermanos. Entre ellos se encuentran el director de cine y televisión Gonzalo Martínez Ortega, las actrices Socorro Bonilla y Evangelina Martínez, y el ya fallecido locutor Mario Iván Martínez, además de Luz Obdulia, Leopoldo, Guillermina, Rosa María y María Dora. Es tía de los también actores Evangelina Sosa, Roberto Sosa y Mario Iván Martínez.
Sus hermanos emigraron poco a poco a la Ciudad de México. Alma Delfina llegó a dicha ciudad a los cinco años de edad. A los 12 años de edad tuvo su primer encuentro con el teatro, ya que su hermana Evangelina estudiaba la carrera de actuación en Bellas Artes. Alma Delfina la acompañaba siempre, hasta que decidió dedicarse también a la actuación. En dicho recinto, fue compañera de aula de las actrices Blanca Guerra, Rosa María Bianchi y Margarita Sanz y del actor y director Salvador Garcini. Sin embargo, en ese momento el ambiente artístico le resultó muy intenso, por lo que decidió abandonar sus clases año y medio después. Por consejo de su hermana Evangelina, se matriculó entonces en el Instituto Andrés Soler (perteneciente a la ANDA), donde fue compañera de generación de las actrices Raquel Pankowsky y Daniela Romo. Tras dos años de estudios, por recomendación de su ex-cuñado el actor Héctor Bonilla (en aquel entonces esposo de su hermana Socorro), fue invitada a suplir a la actriz Rosalba Brambila en el elenco de la obra teatral Malcolm contra los Eunucos, dirigida por Alejandro Bichir.
Mientras interpretaba el rol de la Virgen María en una pastorela en el Instituto Nacional Helénico, Alma Delfina fue descubierta por el famoso productor de telenovelas de origen chileno Valentín Pimstein, quien se puso en contacto con ella para invitarla a formar parte de la telenovela infantil Mundo de juguete (1974).

### Carrera
De forma paralela al teatro y la televisión, Alma Delfina ya había interpretado pequeños papeles en el cine. Su primera actuación en el celuloide fue en la cinta Para servir a usted (1971). En 1976 actuó con su hermana Evangelina, Héctor Suárez y otros en la cinta de crítica social México, México, Ra, ra, ra, dirigida por Gustavo Alatriste. En ese mismo año, trabaja a las órdenes de su hermano, el director Gonzalo Martínez Ortega en la cinta Longitud de guerra, al lado de Pedro Armendáriz Jr.. En 1978 trabaja en la cinta El jardín de los cerezos, también dirigida por su hermano y protagonizada por la actriz María Elena Marqués. Sin embargo, fue en 1979 cuando el afamado director y productor Ismael Rodríguez le ofreció un rol en la cinta Ratero, protagonizada por el actor Roberto "Flaco" Guzmán. Alma Delfina causó polémica por el audaz desnudo realizado en la cinta.
Mientras tanto, su carrera en la televisión se consolidaba. Tras participar en pequeños roles en algunas telenovelas, Alma Delfina obtuvo su primer rol importante en la telenovela Colorina (1980), protagonizada por Lucía Méndez. 
En 1980, la actriz audicionó para un personaje en la nueva serie juvenil que produciría Luis de Llano Macedo titulada Cachún cachún ra ra!. La actriz fue seleccionada para interpretar el personaje de "La Babis", en una serie televisiva que marcó una época en la televisión mexicana de los años ochenta. Alma Delfina se mantuvo activa dentro de la serie durante cinco años, actuando también en una obra teatral y una película derivadas de la serie. De forma paralela a la serie televisiva. 
En 1982 actuó en la telenovela infantil Chispita, protagonizada por Lucero. 
Realiza su primer estelar en la telenovela  Guadalupe (1984), producida por Valentín Pimstein y protagonizada junto al actor Jaime Garza. 
En 1985, Alma Delfina formó parte del elenco juvenil de la telenovela Vivir un poco, protagonizada por Angélica Aragón. En ese mismo año, actuó también en la cinta El hombre de la mandolina, dirigida por su hermano Gonzalo y actuando al lado de Alejandro Camacho y Rosita Quintana. 
En 1986 obtiene su segundo rol estelar en la televisión en la telenovela Marionetas, que protagonizó junto a las actrices Ana Silvia Garza y Jessica Jurado. 
En 1988 protagoniza El rincón de los prodigios, su pareja protagónica fue el actor Demián Bichir.
Trabajó en el cine en filmes como Casos de alarma (1987) y El costo de la vida (1988), por las cuales fue nominada como actriz coestelar al Premio Ariel. En 1989 actúa en la cinta Salvajes, junto a Isela Vega.
En 1994 actuó en un pequeño rol en la serie de televisión ER. En ese año regresa a la televisión mexicana interpretando a la primera dama mexicana Delfina Ortega Díaz en la telenovela histórica El vuelo del águila. 
En 1996 interpretaa Prudencia en la telenovela Cañaveral de pasiones, protagonizada por Daniela Castro y Juan Soler.
En 1997 realiza su primer personaje antagónico en televisión en la telenovela Pueblo chico, infierno grande, protagonizada por Verónica Castro. Se le otorgó el Premio TVyNovelas a mejor villana en la entrega de 1998.
En 1999 realiza una actuación especial en la telenovela Laberintos de pasión producida por Ernesto Alonso. Decide entonces abandonar las filas de Televisa e integrarse a TV Azteca, donde interpreta a la villana de la telenovela Háblame de amor nueva versión de Amor en silencio. 
Actúa en series televisivas estadounidenses como C.S.I. Miami (2002) o Presidio Med (2002). También actúa en la telenovela Te amaré en silencio (2002), producción de Univision realizada en Miami. 
En 2004 regresa a Televisa actuando en tres producciones realizadas en Miami con la alianza de Fonovideo: Inocente de ti  (2004), junto a Camila Sodi y Valentino Lanús; El amor no tiene precio (2005), con Susana González, y Bajo las riendas del amor (2007), con Adriana Fonseca y Gabriel Soto. 
En 2010 regresó a México para actuar en la telenovela Vidas robadas, producción de TV Azteca protagonizada por Christian Bach. Para Azteca también realiza en 2011 la telenovela Bajo el alma, actuando con Ari Telch. 
Desde 2012 Alma ha participado en producciones de Venevision, tales como El talismán (2012) y Cosita linda (2014). 
En 2016, Alma Delfina se integró al elenco de Days of Our Lives. 
En 2019 participa en la telenovela Betty en NY, producida por Telemundo, adaptación de la telenovela colombiana Yo soy Betty la fea, interpretando a la madre de la protagonista.

### Vida personal
Estuvo casada con el actor Jaime Garza desde 1988 hasta 1995.
Desde finales de los 90 está casada con el estadounidense Michael Smith, con el que tuvo a su hija, Natalia. 

## Filmografía

### Telenovelas
- Mi amor sin tiempo (2024) … Jesusa[2]
- Mi secreto (2022) … Elena Mendoza
- Betty en NY (2019) ... Julia Lozano de Rincón
- Cosita linda (2014) ... Doña Santa de Rincón
- El talismán (2012).... Matilde Aceves
- Bajo el alma (2011) .... Concepción de Negrete
- Vidas robadas (2010) .... Aurora Sandoval
- Bajo las riendas del amor (2007) .... Rosa Nieto Vda. de Linares
- El amor no tiene precio (2005) .... Flor Méndez Vda. de Carbajal
- Inocente de ti (2004-2005) .... Lupe
- Te amaré en silencio (2002) .... Angélica
- Háblame de amor (1999-2000) .... Adriana Campos-Negrete Vda. de Ortega
- Laberintos de pasión (1999-2000) .... Sofía Miranda Montero de Valencia
- Pueblo chico, infierno grande (1997) .... Magdalena Beltrán "La Beltraneja"
- Cañaveral de pasiones (1996) .... Prudencia Martínez
- El vuelo del águila (1994-1995) .... Delfina Ortega Díaz
- Carrusel de las Américas (1992) .... Maestra Lupita
- El rincón de los prodigios (1987-1988) .... Mari
- Marionetas (1986) .... Laura Contreras
- Vivir un poco (1985-1986) .... Paulina Ramírez
- Guadalupe (1984) .... Guadalupe
- Chispita (1982-1983) .... Gloria
- Vanessa (1982) .... Lolita
- El hogar que yo robé (1981) .... Carmita
- Colorina (1980-1981) .... La Pingüica
- Mi amor frente al pasado (1979)
- J.J. Juez (1979-1980)
- El cielo es para todos (1979)
- Rosalía (1978-1979)
- La hora del silencio (1978) .... Maribel
- Ladronzuela (1977-1978) ...Monjita
- Barata de primavera (1975-1976) .... Marissa
- Mundo de juguete (1974-1977)

### Series
- Juegos interrumpidos[3] (2024) ... Peregrina
- Vida (2018) ... Mrs. Ventura
- Mosaic (2017-2018) ... Flor
- Days of Our Lives (2016) ... Adriana Hernández
- Major Crimes (2015) (episodio "Turn Down")
- Skin (2003) .... Sirvienta (episodio "Piloto")
- C.S.I. Miami (2002) .... Estella De Soto (episodio "Wet Foot/Dry Foot")
- Presidio Med (2002) (episodio: "With Grace")
- Presidio Med (2002) (episodio "This Baby's Gonna Fly")
- Mujer, casos de la vida real 1998
- ER (1994) .... Recepcionista (episodio "The Longer You Stay")
- ¡¡Cachún Cachún Ra Ra!! (1981-1984) .... Baby
- Odisea Burbujas (1981) .... (episodio "La Bella Durmiente")
- La Chicharra (1979) (episodio "El atropellado")

### Películas
- Tell Me I Love You (2019)
- Silver City (2004)
- Sueño (2004) .... Beatriz
- Una maestra con Ángel (1994) .... Lisa
- En legítima defensa (1992)
- Acapulco (1991)
- Olor a muerte (1989)
- Salvajes (1989)
- La portera ardiente (1989)
- El costo de la vida (1988)
- Relajo matrimonial (1988)
- Dinastía sangrienta (1987)
- Entre vecinos te veas (1987)
- El misterio de la casa abandonada (1987) .... Angélica
- Casos de alarma (1986)
- El tráiler asesino (1986)
- El hombre de la mandolina (1985)
- Delincuente (1984)
- ¡¡Cachún cachún ra-ra!! (Una loca, loca, preparatoria) (1984) .... Baby
- El tonto que hacía milagros (1980) .... Luisa Miranda
- En la trampa (1979)
- Ratero (1979)
- El jardín de los cerezos (1978)
- Longitud de guerra (1976)
- México, México, ra ra ra (1976)
- Para servir a usted (1971)

## Premios y nominaciones

### Premios TVyNovelas
| Año  | Categoría               | Telenovela                    | Resultado |
| ---- | ----------------------- | ----------------------------- | --------- |
| 1998 | Mejor actriz de reparto | Pueblo chico, infierno grande | Ganadora  |
| 1997 | Mejor actriz de reparto | Cañaveral de pasiones         | Ganadora  |
| 1989 | Mejor actriz joven      | El rincón de los prodigios    | Nominada  |
| 1986 | Mejor actriz joven      | Vivir un poco                 | Nominada  |
| 1985 | Mejor actriz joven      | Guadalupe                     | Nominada  |

### Premios Ariel
| Año  | Categoría                  | Película            | Resultado |
| ---- | -------------------------- | ------------------- | --------- |
| 1989 | Mejor actriz               | El costo de la vida | Nominada  |
| 1987 | Mejor coactuación femenina | Casos de alarma     | Nominada  |

### TV Adicto Golden Awards
| Año  | Categoría            | Telenovela   | Resultado |
| ---- | -------------------- | ------------ | --------- |
| 2012 | Mejor Primera Actriz | Bajo el alma | Ganadora  |